# Bosquerola pitgroga
La bosquerola pitgroga (Setophaga americana) és una espècie d'ocell de la família dels parúlids (Parulidae) que cria als boscos i pantans d'Amèrica del Nord, des del sud-est del Canadà fins al sud-est dels Estats Units. Passa l'hivern a les Antilles i sud de Mèxic.